# اريك فير
اريك فير هو لاعب هوكي جليد كندي، ولد في 7 سبتمبر 1985 في مانيتوبا في كندا.

## وصلات خارجية
- اريك فير على موقع دوري الهوكي الوطني (الإنجليزية)
- اريك فير على موقع قاعة مشاهير الهوكي (لاعب أن.إتش.أل) (الإنجليزية)
- اريك فير على موقع دوري الهوكي للقارات (الإنجليزية)
- اريك فير على موقع EliteProspects.com (الإنجليزية)
- اريك فير على موقع HockeyDB.com (الإنجليزية)
- اريك فير على موقع Hockey-Reference.com (الإنجليزية)